# 穂苅實
穂苅 實（ほかり みのる）は、日本の実業家。興亜火災海上保険（現・損害保険ジャパン）代表取締役社長を務めた。

## 略歴
長野県諏訪郡ちの町（現・茅野市）出身。長野県諏訪中学校（現・長野県諏訪清陵高等学校）を経て、慶應義塾大学法学部卒業。興亜火災海上保険（現・損害保険ジャパン）専務取締役を経て、1983年代表取締役社長。1990年会長。